# Oromahoe
La ville d'Oromahoe ou Oromāhoe est une localité de la région du Northland dans l’île du Nord de la Nouvelle-Zélande.

## Situation
Elle siège sur le trajet de la route State Highway 10/S  H 10 (en).

## Installation
Le Marae d'Oromāhoe et la maison de rencontre ' Ngāti Kawa' sont les terrains de réunions de l' hapū  local de Ngāpuhi des Ngāti Kawa (en) et des Ngāti Rāhiri (en)  , .

## Éducation
L'école 'Oromahoe School' est une école mixte, assurant tout le primaire, allant de l’année 1 à 8, avec un taux de taux de décile de 6 et un effectif de 58 élèves en 2009.
Elle fut établie comme école de la mission en 1870, et plus tard, devint l'école 'Native School'.
Plus de 80 % des élèves vivent en dehors du secteur des bus de l’école et doivent être transportés vers et à partir de l’école à l’aide de véhicules privés .